# 早花百里香

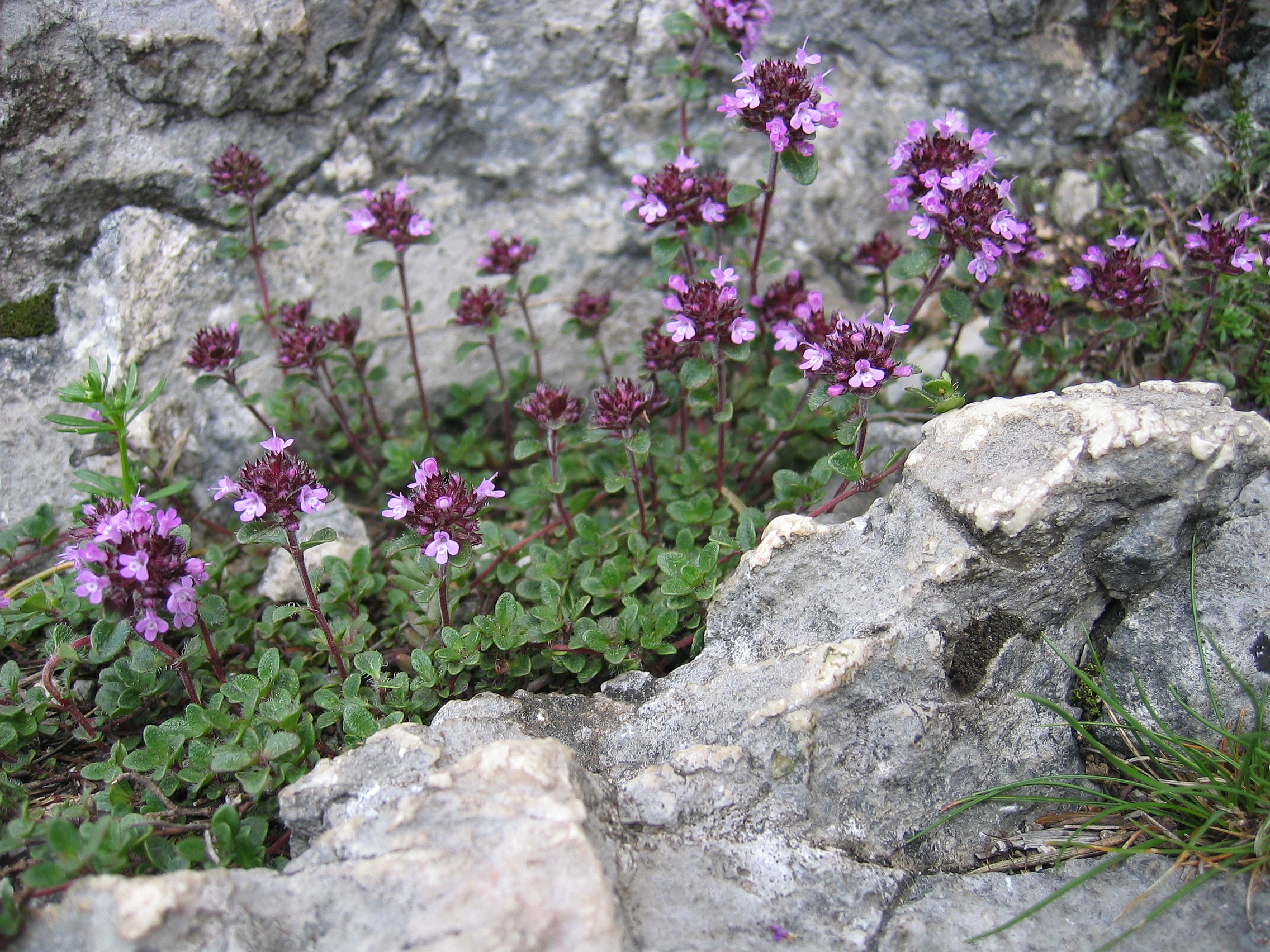
半毛百里香

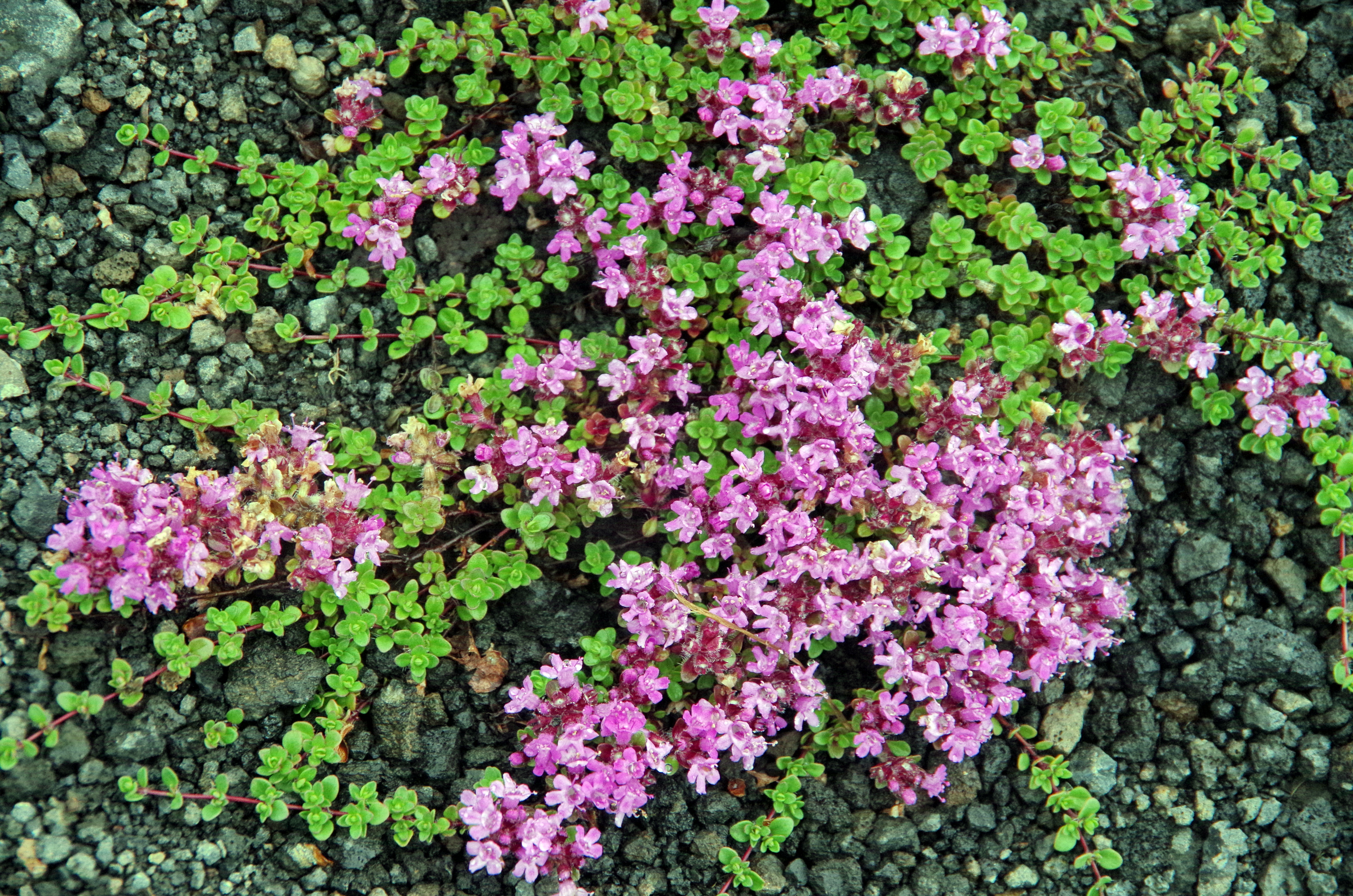
不列颠百里香

早花百里香（學名：Thymus praecox）是唇形科百里香属的一个种，分布于西亚北部、欧洲和格陵兰。可栽培作觀賞或作為香料。
早花百里香与铺地百里香十分相似，因此容易混淆。

## 形態
匍伏性小灌木，可長至25公分寬。木質走莖末端可能開花或不開花。開花莖直立，不長於10公分，基部簇生葉片。莖四方型，兩側或四側被毛。葉對生，倒卵形、寬匙形至接近圓形，基部革質有毛，支脈明顯，上側有緣脈。苞片類似葉片。兩性花，左右對稱花，花萼5片3~5mm長，花瓣5片紫色至粉紅色。果實為堅果，細小。
染色體數 2n = 56，少見 54。

## 亚种
茎四面均匀被毛的亚种：
- 早花百里香 [2]
- 无柄早花百里香 [2]
- 微小百里香 [3]
- 毛高加索百里香 [4]

茎相对两面被毛、另两面无毛或稀毛的亚种：
- 半毛百里香 [2]
- 不列颠百里香 [5]
- 高加索百里香 [4]
- 奥地利百里香 [2]
- 阿尔巴尼亚百里香 [2]

## 人類利用

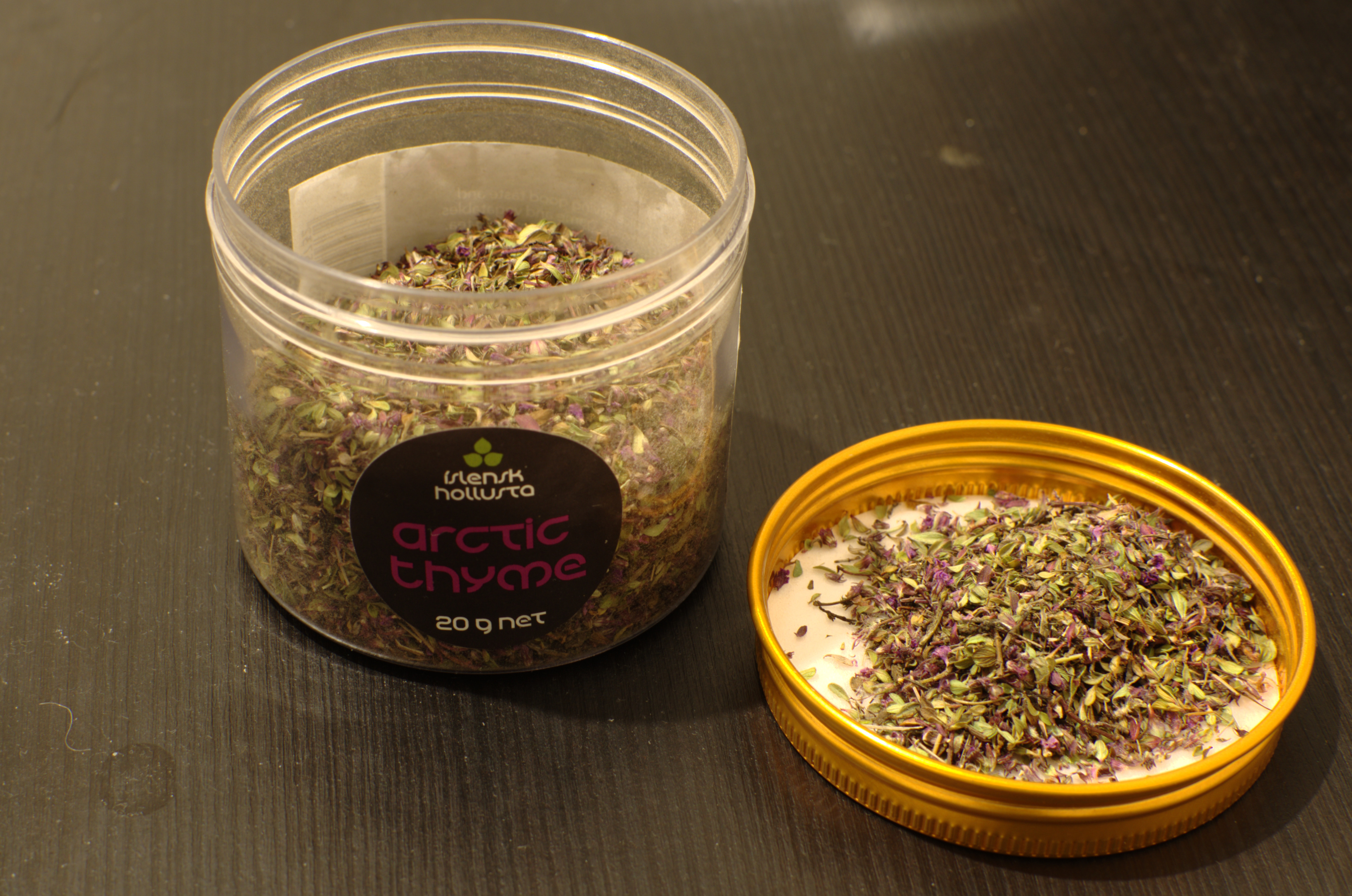
冰島購買的乾燥不列顛百里香

可作為觀賞植物，適合作為庭園或盆栽的鋪地植物。
也可以作為香料加入食物中或泡茶，其氣味在不同植株間有很大的差異。